# Alive at the Dynamo
Alive at the Dynamo è un EP Live dei Sacred Reich, band Thrash metal proveniente dall'Arizona. È stato registrato al Dynamo Open Air Festival ad Eindhoven, nel maggio 1989 e pubblicato su Metal Blade Records e Roadracer Records.
Contiene la versione live di Surf Nicaragua e la cover version di "War Pigs", versione originale dei Black Sabbath, contenenti nel loro EP precedente, Surf Nicaragua. Inoltre, l'EP contiene due pezzi suonati dal vivo, estratti dal loro album di debutto, Ignorance.

## Tracce
1. "Surf Nicaragua" (Phil Rind) – 4:27
2. "Violent Solutions" (Rind, Jason Rainey) – 4:31
3. "War Pigs" (Tony Iommi, Ozzy Osbourne, Geezer Butler, Bill Ward) – 6:14
4. "Death Squad" (Rind) – 6:00

## Componenti
- Phil Rind – Voce, Basso
- Wiley Arnett – Chitarra
- Jason Rainey – Chitarra
- Greg Hall – Batteria
- Registrato il 15 maggio 1989 al Dynamo Open Air Festival, Eindhoven.
- Mixato da Joe Carroa e Sacred Reich, agli Chaton Studios, Phoenix (Arizona), USA.